# Santa Maria das Barreiras
Santa Maria das Barreiras este un oraș în Pará (PA), Brazilia.